# Mesquita d'Omar Ibn Al-Jattab
La mesquita d'Omar Ibn Al-Jattab a Maicao, en el departament caribeny de La Guajira (Colòmbia), és una de les mesquites més grans de l'Amèrica Llatina, inaugurada el 17 de setembre de 1997 amb un minaret de 31 m d'alçada. Rep el nom d'Úmar ibn al-Khattab, el segon califa de l'islam. Coneguda simplement com «La mesquita» per ésser l'única a la regió, i al costat del col·legi Dar el Arkam, és un dels principals centres culturals de la comunitat musulmana. Va ser dissenyada per l'arquitecte iranià Alí Namazi, construïda per l'enginyer civil Oswaldo Vizcaíno Fontalvo i es va construir amb marbre italià.
A l'entrada hi ha un gran saló amb quadres amb llegendes en àrab. Més endavant, hi ha un altre saló, més gran que l'anterior, utilitzat pels homes per resar. Allà també es reuneixen quan trenquen el dejuni. Al sostre hi ha gravats i una decoració interessant, i en direcció contrària a la Meca està el lloc on resen les dones, és un lloc elevat dintre del mateix gran saló, una espècie de mirador. La part superior de l'immoble la domina el minaret.
A l'eixida de la mesquita, sota les grans escales, hi ha una habitació on els musulmans realitzen les autòpsies als morts, tenen tan sols dos caixes les quals són metàl·liques on transporten tots els seus al cementiri musulmà, situat entre els carrers 11 i 12 amb carrera 7, allà sebolleixen embolicats en un llençol i sense taüt.